# محمد جرجندی
محمد جرجندی‌نژاد (زادهٔ ۸ آبان ۱۳۵۹ در زاهدان) کارشناس جرایم سایبری، از اولین هکرهای ایرانی و مدیر گروه امنیتی شبگرد است او در حال حاضر ساکن فلوریدا، ایالات متحده آمریکا است.
جرجندی مؤسس و گرداننده «وب‌آموز» است که در زمینه بررسی جرائم سایبری و کلاهبرداری اینترنتی فعال است
جرجندی دارای ۶ پرونده شکایت در قوه قضاییه ایران است که توسط اشخاصی که جرائم آن‌ها را فاش کرده مطرح شده است. اِکس(توییترسابق)، اینستاگرام، یوتیوب و تلگرام شخصی جرجندی و وب آموز بارها تعلیق یا به صورت کامل توسط اعمال نفوذ افراد و گروه‌ها بسته شده است. علیرغم ۶ پرونده در قوه قضاییه، جرجندی هیچ شکایتی در آمریکا و خارج از ایران نداشته است.

## سوابق و فعالیت‌ها
جرجندی در جوانی با فعالیت‌های هکری و راه اندازی سایت شبگرد کار خود در مقوله فناوری اطلاعات را آغاز کرد و سپس به سمت فعالیت در حوزه امنیت سایبری و پروتکل‌های ایمن برای بانکداری الکترونیک گرایش پیدا کرد. در مدت زمان حضور در ایران در بانک‌ها و موسسات مالی فعالیت کرد و در همایش‌های مرتبط با امنیت در بانکداری الکترونیک به ارائه مطالب و آموزش می‌پرداخت. او در سال ۱۳۹۱ سایت وب‌آموز در حوزه آموزش مجازی را تأسیس کرد. بعد از مهاجرت به آمریکا در سال ۹۴ نیز به فعالیت در حوزه امنیت و جرایم سایبری ادامه داد. جرجندی در حال حاضر ساکن ایالت فلوریدا است و در سال‌های اخیر بر روی شکل‌گیری و شیوع جرائم مجازی در ایران پروژه‌های متعددی مانند دیده‌بان تلگرام و ثبت درگاه‌های پرداخت قمار انجام داده که نتایج آنها غالباً در شبکه‌های اجتماعی و بعضاً از طریق رسانه‌های فارسی‌زبان خارج از کشور منتشر شده است.
جرجندی در سال ۱۳۸۹ به اتهام هک وبسایت دانشگاه آزاد اسلامی برای توهین به اکبر هاشمی رفسنجانی و همچنین به دلیل دسترسی به ایمیل‌های محرمانه هنگام انجام تست نفوذپذیری در صدا و سیما توسط وزارت اطلاعات دستگیر شد و چند ماه را در زندان اوین گذراند. وی پس از آزادی از زندان به عنوان مدیر کاشف (مرکز کنترل امنیت شبکه فوریت‌های بانکی) به استخدام بانک مرکزی درآمد.
جرجندی در سال ۲۰۱۵ از ایران به آمریکا مهاجرت کرد و در آمریکا به تحصیل در رشته امنیت سایبری پرداخت و در عین حال رسانه‌ای را برای بررسی جرایم سایبری در ایران به نام «وب‌آموز» ایجاد کرد. عمدهٔ فعالیت وب‌آموز افشاگری افرادی‌ست که در فضای فین‌تک ایران عملکرد مشکوکی دارند.
جرجندی موارد متعددی از جرایم سایبری انجام شده در ایران را در رسانهٔ خود منتشر کرده است. پس از افشای تخلفات اپراتورهای تلفن همراه ایرانی در وب‌آموز، محمدجواد آذری جهرمی (وزیر وقت ارتباطات) به استناد آن گزارش، یک گروه تحقیقی تشکیل داد و برای دو اپراتور متخلف جریمهٔ میلیاردی تعیین کرد. آذری جهرمی در حساب توییترش هم از جرجندی بابت آن گزارش قدردانی کرد.
جرجندی از اولین افرادی‌ست که تحقیقاتی در مورد شبکهٔ غیرقانونی قمار در ایران انجام داده و مطالب مهمی از این شبکه را فاش کرده است. اولین‌بار او بود که از سعدالله امیرشقاقی معروف به دکتر و پسرش فرشید معروف به مونتیگو به‌عنوان دو تن از سرشاخه‌های مافیای شرط‌بندی اینترنتی نام برد.
در سال ۱۳۹۹ و پس از انتشار شماره تلفن و شناسه‌های کاربری بیش از ۴۲ میلیون کاربر ایرانی تلگرام، جرجندی شواهدی ارائه کرد که ارتباط عاملان نشت اطلاعات کاربران با حکومت جمهوری اسلامی را نشان می‌داد. او متوجه شد سروری که اطلاعات کاربران را ذخیره می‌کند توسط شخصی در دفتری در شمال غرب تهران ثبت شده و آدرس ایمیل آن شخص با ایمیل یک هکر معروف مرتبط با دولت ایران یکی است. این هکر که با عنوان ArYaIeIrAN شناخته می‌شود با گروهی به‌نام «بچه گربه‌های ملوس» مرتبط است که سابقهٔ هدف قرار دادن مخالفان، دانشگاهیان، روزنامه‌نگاران و فعالان حقوق بشر ایرانی را دارند.
جرجندی اولین شخصی بود که از «وی‌پی‌ان فروشی» فرزند انسیه خزعلی (معاون ابراهیم رئیسی) پرده برداشت.
در سال ۱۴۰۱ علیرضا طباطبایی ر هاشمی (وکیل محمد جرجندی) ضمن اشاره به ثبت شکایت‌های متعدد قضایی از او به‌خاطر افشاگری‌هایش، از وجود «یک دستور قضایی مبنی بر حذف نام جرجندی از وب‌سایت‌های ایرانی» خبر داد.

## افشاگری مدارک جعلی نماینده مجلس
جرجندی در کنار فعالیتش برای مبارزه با سایت‌های شرط‌بندی و کلاهبرداری، از مدارک جعلی نمایندگان مجلس هم رونمایی کرده بود.
جرجندی مدارکی را منتشر کرده بود که ۳۰۰ نفر را نشان می‌داد که با پرداخت پول مدارک دکترا جعلی دریافت کرده بودند.
عفت شریعتی کوهی یکی از نمایندگان مجلس هم از جمله کسانی بود که مدرک جعلی دکترا «دانشگاه نیویورک» را خریداری کرده بود.

## مبارزه با سایت‌های شرط‌بندی
محمد جرجندی مبارز اصلی سایت‌های شرط‌بندی و قمار است. او در ایران هم به بررسی کلاهبرداری‌ها و فیشینگ‌ها صورت گرفته پرداخته بود.
جرجندی همواره معتقد است که درگاه شاپرک و درگاه‌های بانکی کشور در خدمت سایت‌های قمار و شرط‌بندی هستند و برای آن‌ها کار می‌کنند.
محمد جرجندی می‌گوید این PSPها مجوز نگرفته‌اند که بدون توجه به نوع تراکنش‌ها فقط به دنبال ثبت تراکنش باشند.
شرکت‌های پشت سایت‌های شرط‌بندی در سوئد، ترکیه و آمریکا فعالیت می‌کنند، جرجندی می‌گوید چگونه پلیس فتا می‌گوید با این همه سایت شرط‌بندی برخورد کرده است، اما هیچ‌کسی اخراج نشده است.
به گفته او این سایت‌های شرط‌بندی فقط جمعاً ممکن است ۱۵ درگاه بانکی مستقیم داشته باشند، اینکه با آن‌ها برخورد نمی‌شود احتمالاً علاقه سیستم بانکی به همکاری با این تراکش‌ها است.

## حضور رسانه‌ای
جرجندی در سالهای پایانی دهه ۹۰ شمسی و بعد از مهاجرت به آمریکا، به عنوان کارشناس در حوزه امنیت سایبری در رسانه‌های متعددی از جمله بی‌بی‌سی فارسی، ایران اینترنشنال، تواناتک، یورونیوز فارسی به بررسی موضوعات مربوط با امنیت در فضای سایبری، رمز ارزها، و نشت اطلاعات از بانک‌های داده در ایران پرداخته است.

## سابقه برخی از فعالیت‌ها
- معرفی و شناساندن سرویس ارزش افزوده یا «وس»[۲۰]به عموم مردم با عنوان «دزدی حکومتی» و اعلام میزان درآمد همراه اول از این سرویس با سوء استفاده از مشترکان.[۲۱] این اطلاع‌رسانی باعث فعالیت وزارت ارتباطات و فناوری اطلاعات[۲۲] و نهایتاً مبارزه آذری جهرمی با وس شد.
- تلاش طولانی اطلاع‌رسانی برای نشان دادن ضرورت ایجاد رمز پویای برای پرداخت‌های آنلاین
- معرفی و شناساندن سایت‌های قمار و شرط‌بندی و درگاه‌های پرداخت غیرقانونی بانکی و بازیگران مهم پشت پرده سایتهای شرط‌بندی[۲۳] و پولشویی در آنها[۲۴]
- معرفی روش‌های فیشینگ و سایت‌ها و بدافزارهای مرتبط با دزدیدن اطلاعات بانکی در ایران
- اعلام عمومی هک کافه بازار،[۲۵] پوسته‌های تلگرام[۲۶] و سازمان دانشجویان وزارت علوم تحقیقات و فناوری[۲۷]
- افشای نقش ستاد اجرایی فرمان امام در سرویس‌های ارزش افزوده (وس)، نرم‌افزارهای روبیکا و توسکا که توسط ستاد اجرایی فرمان امام تکذیب شد.[۲۸]
- افشای نقش بنیاد مستضعفان و جانبازان انقلاب اسلامی در فروش وی پی ان در ایران از طریق کارت اعتباری ایرانیان